# Tuvbräckefjädermott
Tuvbräckefjädermott Stenoptilia islandicus är en fjärilsart som beskrevs av Otto Staudinger 1857. Tuvbräckefjädermott ingår i släktet Stenoptilia och familjen fjädermott (Pterophoridae). Inga underarter finns listade i Catalogue of Life. Tuvbräckefjädermott är  i Sverige listad som "sårbar", VU av ArtDatabanken.

## Kännetecken
Vingbredd 17–22 mm. Framvingar brungrå, vid bakkanten gulgrå med längsrader av svarta och vita fjäll. Vid klyvningen en punktformad svart fläck samt ett svart streck på mitten. Bakvingar mörkbruna.

## Liknande arter
Arten skiljer sig från Mandelblommefjädermott, Stenoptilia pelidnodactyla, genom att fläcken vid vingens klyvningen är punktformad.

## Flygtid
Fjärilen flyger från slutet av juni till slutet av juli. 

## Förekomst
Fjärilen flyger sällsynt på fjällhedar, rasbranter och klipphyllor.  

## Biologi
Larven lever på bladen av klippbräcka och tuvbräcka. Den äter på natten och sitter oftast gömd under bladen på dagen. Förpuppning sker på stjälken. 

## Värdväxter
Klippbräcka (Saxifraga adscendens) och Tuvbräcka (Saxifraga cespitosa).

## Utbredning
Påträffad lokalt i Torne lappmark. I övriga Norden finns den i Norge och Finland men saknas i Danmark.